# Snašići
Snašići – wieś w Chorwacji, w żupanii istryjskiej, w gminie Sveta Nedelja. W 2011 roku liczyła 79 mieszkańców.